# Пророк
Проро́к, или прорица́тель (калька с др.-греч. ὁ προφήτης) — в общем смысле, человек, заявляющий о том, что контактирует со сверхъестественными или божественными силами и служит посредником между ними и человечеством; провозвестник сверхъестественной воли.
Учение о пророках присутствует во всех авраамических религиях и зороастризме; также в древнегреческой религии имели место пророчества Сивилл, дельфийского оракула и тому подобное.

## Пророки в Библии

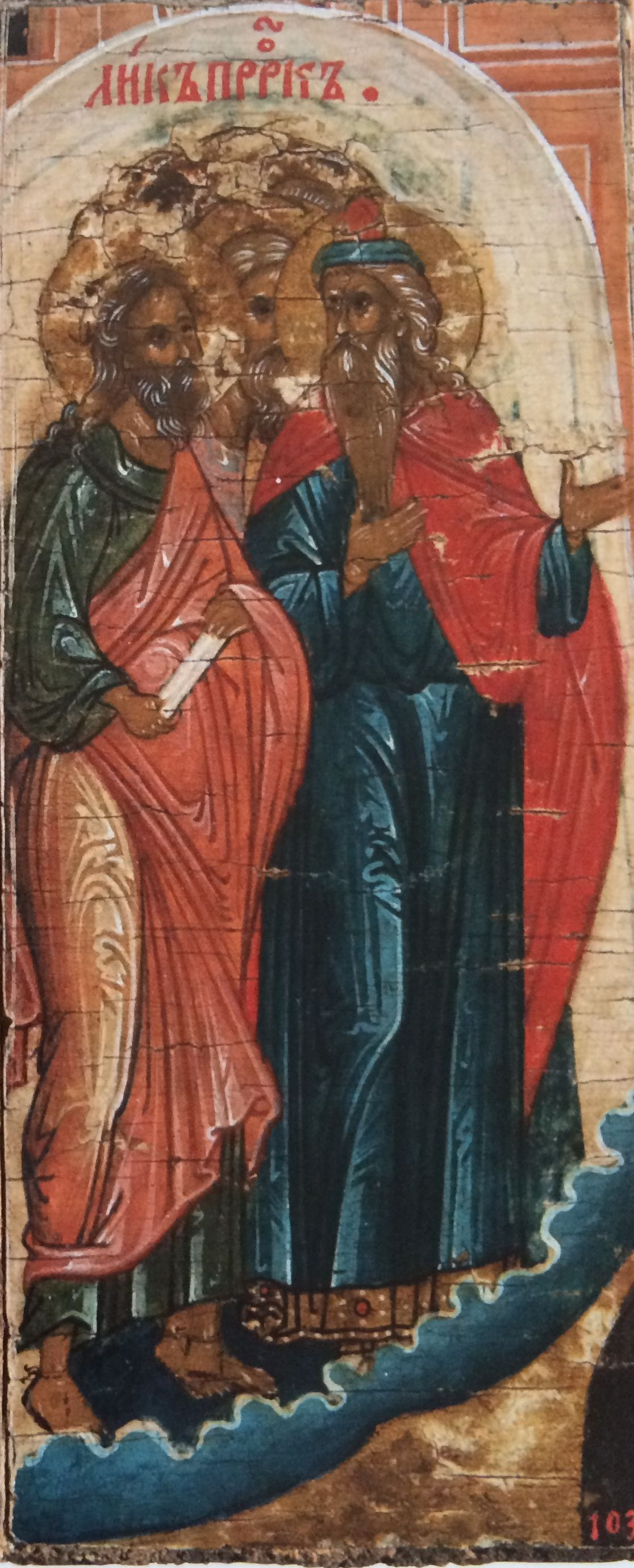
Лик пророков (фрагмент иконы «Страшный суд»). Новгород, 1540-е

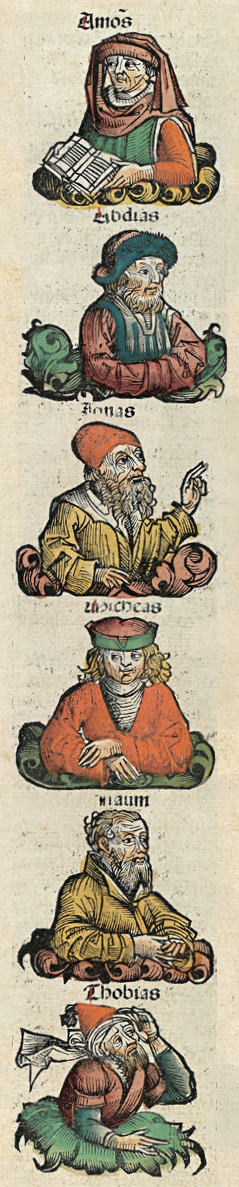
Библейские пророки (Нюрнбергская хроника, 1493 год)

### Пророки Ветхого Завета
В иудео-христианском богословии пророки — провозвестники воли Бога, проповедовавшие на территории древних Израиля и Иудеи, а также в Ниневии и Вавилоне среди евреев, ассирийцев и вавилонян в период приблизительно с последней четверти VIII в до н. э. до первой четверти IV в. до н. э.
Этим словом в переводах Септуагинты и Нового Завета переводится древнееврейское слово «нави» (ивр. נָבִיא‎, мн. ч. «невиим», ивр. נְבִיאִים‎), что значит — говорящий, вестник Божественного откровения.
Библейских пророков делят на две группы: ранние пророки (до VIII в. до н. э.) и поздние пророки (VIII—IV вв. до н. э.). Соответственно, в Еврейской Библии (Танахе) раздел пророческих книг (Невиим) разделён на книги ранних и поздних пророков, имеющих принципиальную разницу в содержании. Ранние пророки книг не писали (или их сочинения не сохранились), поэтому книги ранних пророков (Книга Иисуса Навина, Книга Судей, Книги Царств) — исторические по содержанию, о деятельности пророков там лишь упоминается. В христианской традиции эти книги относятся к числу исторических, а не пророческих. К числу ранних пророков относятся Самуил, Нафан, Илия, Елисей, кроме них в Библии упоминается ещё множество пророков.
Собственно пророческими по содержанию являются лишь книги поздних пророков. При этом в христианстве к числу пророческих относится книга Даниила (единственная среди канонических книг Ветхого Завета, которую относят к жанру апокалиптической литературы), но в Танахе она в число пророческих не включается и входит в другой раздел — Писания (Ктувим).
Традиционно по объёму наследия книги библейских пророков делят на две части:
- 4 Великих пророка: Исаия, Иеремия, Даниил (последний — только в христианстве, в иудаизме его книгу относят к Писаниям) и Иезекииль;
- 12 Малых пророков: Иоиль, Иона, Амос, Осия, Михей, Наум, Софония, Аввакум, Авдий, Аггей, Захария, Малахия.

В целом, пророки утверждали превосходство морально-этического начала над культом как таковым, с его голой обрядностью и жертвоприношениями животных.
Объяснение появления пророков зависит во многом от богословских убеждений и герменевтики. По традиционной герменевтике, Сам Бог стоял за процессом. Представители либеральной теологии склонны считать, что усложнение общественных отношений в израильско-иудейском обществе, глубокое обострение социально-политических противоречий обусловили появление в VIII веке до н. э. так называемого пророческого движения, крупнейшими представителями которого были Амос, Осия, Исаия (т. н. Первоисайя), Михей (VIII век до н. э.); Иеремия, Софония, Наум, Аввакум.
Произведения пророков отличаются богатством и яркостью поэтического языка; они явились крупным вкладом в развитие классического древнееврейского языка и литературы. Пророческая литература оказала большое влияние на позднеиудейскую сектантскую (ессеев-кумранитов) и христианскую идеологию и литературу. К ней обращались также христианские еретические движения Средневековья, идеологи крестьянских войн и других народных движений, социалисты-утописты.
В то же время, консервативная герменевтика утверждает, что некоторые пророки сами составляли книги или же книги были записаны практически сразу после смерти. Консервативная герменевтика имеет множество доказательств, хотя в ней присутствует и элемент мистики — вера в то, что речи пророков являются частью Божьего Слова.

### Пророки Нового Завета
Пророки многократно упоминаются и в Новом Завете:

Тут была также Анна пророчица, дочь Фануилова, от колена Асирова, достигшая глубокой старости, прожив с мужем от девства своего семь лет, вдова лет восьмидесяти четырёх, которая не отходила от храма, постом и молитвою служа Богу день и ночь.
— Лк. 2:36-37
Согласно Максиму Исповеднику, до Иисуса Христа все пророки действовали исключительно по воле Бога. Иисус Христос первый действовал на основании своей собственной воли человека, совпавшей с волей Бога вследствие безгрешности человека Иисуса. Он особо выделил великого пророка Иоанна Предтечу:

Что́ же смотреть ходили вы? пророка? Да, говорю вам, и больше пророка. Ибо он тот, о котором написано: се, Я посылаю Ангела Моего пред лицем Твоим, который приготовит путь Твой пред Тобою. Истинно говорю вам: из рожденных женами не восставал больший Иоанна Крестителя; но меньший в Царстве Небесном больше его. От дней же Иоанна Крестителя доныне Царство Небесное силою берется, и употребляющие усилие восхищают его, ибо все пророки и закон прорекли до Иоанна. И если хотите принять, он есть Илия, которому должно прийти.
— Мф. 11:9-14
Иоанн Богослов в Апокалипсисе пророчествует о судьбах Церкви Христовой и всего мира.
Апостол Павел очень трепетно относится к пророческому дару:

И как, по данной нам благодати, имеем различные дарования, то, имеешь ли пророчество- пророчествуй по мере веры.
— Рим. 12:6

И иных Бог поставил в Церкви, во-первых, Апостолами, во-вторых, пророками, в-третьих, учителями; далее, иным дал силы чудодейственные, также дары исцелений, вспоможения, управления, разные языки. Все ли Апостолы? Все ли пророки? Все ли учители? Все ли чудотворцы? Все ли имеют дары исцелений? Все ли говорят языками? Все ли истолкователи?
— 1Кор. 12:28-30

Достигайте любви; ревнуйте о дарах духовных, особенно же о том, чтобы пророчествовать. Ибо кто говорит на незнакомом языке, тот говорит не людям, а Богу; потому что никто не понимает его, он тайны говорит духом; а кто пророчествует, тот говорит людям в назидание, увещание и утешение…Ибо все один за другим можете пророчествовать, чтобы всем поучаться и всем получать утешение. И духи пророческие послушны пророкам.
— 1Кор. 14:1-3…31-32

Духа не угашайте. Пророчества не уничижайте. Все испытывайте, хорошего держитесь.
— 1Фес. 5:19-21
В Деяниях апостольских сообщается:

А на другой день Павел и мы, бывшие с ним, выйдя, пришли в Кесарию и, войдя в дом Филиппа благовестника, одного из семи [диаконов], остались у него. У него были четыре дочери девицы, пророчествующие. Между тем как мы пребывали у них многие дни, пришел из Иудеи некто пророк, именем Агав, и, войдя к нам, взял пояс Павлов и, связав себе руки и ноги, сказал: так говорит Дух Святый: мужа, чей этот пояс, так свяжут в Иерусалиме Иудеи и предадут в руки язычников.
— Деян. 21:8—11
В ранней церкви пророки относились к странствующему духовенству и почитались христианами очень высоко. Однако вскоре появилось множество лжепророков, извращающих пророческое служение, поэтому уже в апостольских посланиях верующие предостерегаются от множества опасных проповедников. Учения ложных пророков часто приводили к губительным ересям и расколам. Поэтому в современных церквах, в том числе и в Православии, с некоторым подозрением относятся к любым необычным духовным проявлениям. В качестве пророчеств иногда воспринимают изречения праведных, блаженных, юродивых.

## Пророки в Исламе
Проро́ки в исла́ме (араб. نبي‎ — nabiin) — это люди, избранные Богом (Аллахом) для передачи откровения (вахи).
По представлениям мусульман, разъясняя истинный путь, указанный Всевышним, пророки тем самым спасли людей, поверивших в Священное Писание, от многобожия и идолопоклонства. Для укрепления пророков Бог награждал их способностью совершать чудеса. Первым пророком мусульмане считают Адама, последним — Мухаммеда.